# Coppa Italia Dilettanti (Fase Promozione) 1985-1986
La fase Promozione della Coppa Italia Dilettanti 1985-1986 è un trofeo di calcio cui partecipano le squadre militanti nella Promozione 1985-1986. Questa è la 5ª edizione. La vincitrice si qualifica per la finale della Coppa Italia Dilettanti 1985-1986 contro la vincitrice della fase Interregionale.

## Prima fase

### Friuli-Venezia Giulia
| Squadra 1         | Totale          | Squadra 2          | Andata     | Ritorno    |
| ----------------- | --------------- | ------------------ | ---------- | ---------- |
| PRIMO TURNO       | PRIMO TURNO     | PRIMO TURNO        | 01.09.1985 | 08.09.1985 |
| Pro Aviano        | 4 – 0           | Cordenonese        | 2 – 0      | 2 – 0      |
| Centro del Mobile | 1 – 1 (gfc)     | Sacilese           | 1 – 1      | 0 – 0      |
| SPAL Cordovado    | 2 – 2 (1-4 dtr) | Orcenico Sanvitese | 1 – 1      | 1 – 1      |
| Juniors Casarsa   | 3 – 1           | Pasianese          | 2 – 0      | 1 – 1      |
| Cussignacco       | 1 – 0           | Tarcentina         | 0 – 0      | 1 – 0      |
| Sangiorgina       | 2 – 1           | Pro Cervignano     | 1 – 0      | 1 – 1      |
| Pieris            | 0 – 4           | Cormonese          | 0 – 2      | 0 – 2      |
| Monfalcone        | 1 – 0           | Portuale Trieste   | 1 – 0      | 0 – 0      |
| SECONDO TURNO     | SECONDO TURNO   | SECONDO TURNO      | 15.09.1985 | 18.09.1985 |
| Sacilese          | 2 – 1           | Pro Aviano         | 1 – 0      | 1 – 1      |
| Juniors Casarsa   | 3 – 2           | Orcenico Sanvitese | 1 – 1      | 2 – 1      |
| Cussignacco       | 1 – 0           | Cormonese          | 0 – 0      | 1 – 0      |
| Monfalcone        | 2 – 1           | Sangiorgina        | 1 – 0      | 1 – 1      |

### Lazio
| Squadra 1     | Totale        | Squadra 2     | Andata     | Ritorno    |
| ------------- | ------------- | ------------- | ---------- | ---------- |
| PRIMO TURNO   | PRIMO TURNO   | PRIMO TURNO   | 01.09.1985 | 08.09.1985 |
| Cassino       | 2 – 1         | Zagarolo      | 2 – 1      | 0 – 0      |
| SECONDO TURNO | SECONDO TURNO | SECONDO TURNO | 15.09.1985 | 18.09.1985 |
| Cassino       | 3 – 1         | Fiumicino     | 2 – 0      | 1 – 1      |

### Basilicata
| Squadra 1             | Totale        | Squadra 2     | Andata     | Ritorno    |
| --------------------- | ------------- | ------------- | ---------- | ---------- |
| PRIMO TURNO           | PRIMO TURNO   | PRIMO TURNO   | 01.09.1985 | 08.09.1985 |
| Genzano               | ? – ?         | Real Genzano  | ? – ?      | ? – ?      |
| Bernalda              | 3 – 4         | Scanzano      | 2 – 1      | 1 – 3      |
| Moliterno             | 1 – 5         | Senise        | 1 – 3      | 0 – 2      |
| SECONDO TURNO         | SECONDO TURNO | SECONDO TURNO | 15.09.1985 | 25.09.1985 |
| Real Genzano          | ? – ?         | Senise        | 1 – 1      | 1 – ?      |
| Corigliano Schiavonea | 2 – 2 (gfc)   | Scanzano      | 1 – 0      | 1 – 2      |

## Terzo turno
| Squadra 1            | Totale      | Squadra 2             | Andata     | Ritorno    |
| -------------------- | ----------- | --------------------- | ---------- | ---------- |
| TERZO TURNO          | TERZO TURNO | TERZO TURNO           | 04.12.1985 | 18.12.1985 |
| (LOM) Leno           | 2 – 0       | Sacilese (FVG)        | 2 – 0      | 0 – 0      |
| (VEN) Fulgor Salzano | 1 – 2       | Juniors Casarsa (FVG) | 1 – 1      | 0 – 1      |
| (VEN) Vedelago       | 2 – 3       | Cussignacco (FVG)     | 1 – 3      | 1 – 0      |
| (FVG) Monfalcone     | 2 – 3       | Abano (VEN)           | 1 – 2      | 1 – 1      |
| (LAZ) Cassino        | 2 – 1       | Portici (CAM)         | 1 – 1      | 1 – 0      |

## Quarto turno
| Squadra 1         | Totale       | Squadra 2             | Andata     | Ritorno    |
| ----------------- | ------------ | --------------------- | ---------- | ---------- |
| QUARTO TURNO      | QUARTO TURNO | QUARTO TURNO          | 05.02.1986 | 19.02.1986 |
| (VEN) Liventina   | 4 – 3        | Juniors Casarsa (FVG) | 2 – 2      | 2 – 1      |
| (FVG) Cussignacco | 2 – 1        | Abano (VEN)           | 1 – 1      | 1 – 0      |
| (LAZ) Cassino     | 3 – 1        | Sibilla (CAM)         | 3 – 0      | 0 – 1      |

## Quinto turno
| Squadra 1     | Totale       | Squadra 2         | Andata     | Ritorno    |
| ------------- | ------------ | ----------------- | ---------- | ---------- |
| QUINTO TURNO  | QUINTO TURNO | QUINTO TURNO      | 09.04.1986 | 23.04.1986 |
| (LOM) Leno    | 5 – 0        | Cussignacco (FVG) | 3 – 0      | 2 – 0      |
| (LAZ) Cassino | 3 – 1        | Massafra (PUG)    | 2 – 0      | 1 – 1      |

## Sesto turno
Il Cassino (LAZ) elimina il Noci (PUG) (0-0) ed il Portici (CAM) (2-0).

## Semifinali
| Squadra 1          | Totale      | Squadra 2  | Andata | Ritorno |
| ------------------ | ----------- | ---------- | ------ | ------- |
| (LAZ) Cassino      | 1 – 1 (dtr) | Leno (LOM) | 1 – 0  | 0 – 1   |
| (UMB) Pontevecchio | ?           | ?          | ?      | ?       |

## Finale
| Squadra 1     | Totale | Squadra 2          | Andata | Ritorno |
| ------------- | ------ | ------------------ | ------ | ------- |
| (LAZ) Cassino | 2 – 0  | Pontevecchio (UMB) | 2 – 0  | 0 – 0   |